# Fritz Maierhofer

Fritz Maierhofer, 2012

Fritz Maierhofer (* 2. Februar 1941 in Wien) ist ein österreichischer Schmuckdesigner und Künstler.

## Leben und Ausbildung
Fritz Maierhofer wurde am 2. Februar 1941 in Wien geboren. Er lebte mit seiner Mutter in Brigittenau, bis 1945 das Haus zerstört wurde und sie aufs Land evakuiert wurden. Am Ende des Zweiten Weltkriegs kam Maierhofer zurück nach Wien, nach Rudolfsheim-Fünfhaus. Er besuchte die Volksschule und danach die Hauptschule. Da es ihm finanziell nicht möglich war, eine Akademie zu besuchen, begann er 1955 eine Lehre als Gold- und Silberschmied bei Juwelier Anton Heldwein in Wien. 1959 absolvierte Maierhofer die Gesellenprüfung und wurde danach zum Bundesheer eingezogen. Nach Ableistung des Wehrdienstes kehrte er in seinen Ausbildungsbetrieb zurück und wurde 1966 nach der Meisterprüfung Nachfolger von Atelierchef Alfred Seitner.
Während seiner Zeit bei Heldwein beschäftigte sich Maierhofer vor allem mit Goldschmiedearbeiten und der Verarbeitung edler Steine. 1967 wurde sein Entwurf eines Colliers aus Gold und Platin mit Brillanten beim Schmuckwettbewerb der Landesinnung Wien der Gold- und Silberschmiede prämiert und bei der Ausstellung „Wiener Gold- und Silberarbeit 1967“ im Museum für Angewandte Kunst ausgestellt. Im September 1967 verließ Maierhofer das Haus Heldwein und ging zu Andrew Grima nach London, wo er ab 1969 die Uhrenkollektion von Omega betreute. Er blieb drei Jahre dort. Die Alltagstätigkeiten entsprachen jedoch nicht seiner Vorstellung von kreativer Weiterbildung, weshalb er sich für die Selbstständigkeit entschied. 1970 kam Maierhofer zurück nach Wien. 1972 heiratete er und besaß bis 1974 ein Wohnatelier in Wien-Gersthof. 1975 erwarb er ein Bauernhaus im Waldviertel, restaurierte es und richtete dort sein Atelier ein.

## Werk
Maierhofer kombiniert Edelmetalle und Stahl mit Acrylglas, weil diese Materialien, seiner Meinung nach, komplementär sind. Die Verarbeitung preiswerter Materialien ermöglichte ihm, auch größere Objekte herzustellen. Nach seiner Vorstellung sollte Schmuck nicht nur ein Accessoire sein, sondern eine autonome Skulptur werden.
Nach seiner Rückkehr nach Österreich konzentrierte er sich auf Edelmetalle und fertigte zeichnerische Entwürfe für Arbeiten aus Silber und Gold. Der geometrische Charakter seiner Kompositionen blieb unverändert und bis zu den heutigen Werken erhalten. In den 1970er Jahren begann er auch, größere Objekte, wie zum Beispiel Tische, herzustellen.
Zwischen 1982 und 1985 experimentierte Maierhofer mit dem Material Zinn. Diese Zinnarbeiten lassen sich vom Träger selbst biegen. Teilweise wurden die Arbeiten auch mit Goldelementen stabilisiert. Er realisierte größere Objekte, unter anderem einen Brunnen in Wien-Kagran.
Auf Einladung der „Sir John Cass Foundation“ ging Maierhofer 1986 für weitere zwei Jahre nach London. Die Architektur der in den Docklands zu dieser Zeit entstehenden, mit Beton und Stahltraversen versehenen Gebäude beeinflusste seine Arbeiten. Die Metall-Traversen aus Gold und Silber wurden zur Brosche, zum Ring, zum Kunstobjekt, zur Skulptur.

### Arbeit mit neuen Materialien
1988 kehrte Maierhofer zurück nach Österreich und arbeitete einige Zeit wieder mit Gold und Steinen. In den 1990er Jahren entdeckte er Aluminium als Werkstoff und experimentiert damit bis heute. Seine Arm- und Halsreifen sind aus erodiertem und eloxiertem Aluminium hergestellt. 1998 prägte er mit seiner Ausstellung „Der Ring“ im Künstlerhaus Wien die Schmuckszene.
Anfang 2000 stieß Maierhofer auf Corian, ein synthetischer Acrylstein, der besonders stabil ist, sich gut bearbeiten lässt und in vielen Farbtönen variiert. Er verarbeitete Corian hauptsächlich zu Ringen oder Broschen und kombinierte damit wieder  ein unedles Material mit den Edelmetallen Gold und Silber.
In den letzten Jahren hat sich Maierhofer auf puristische und reduzierte Arbeiten konzentriert. Mit seinen neuen Werken aus gefaltetem eloxiertem Aluminium-Schmuck und seine Skulpturen zeigt er eine bestimmte Ruhe in seinen Arbeiten.  In jüngster Zeit widmet sich Maierhofer vermehrt den Naturerscheinungen, wie Licht und Wetterstimmungen in den Bergen, die ihn zu seinen neuen Papierarbeiten inspirierten. Aus geformtem bemaltem Karton entstehen Broschen und andere Objekte.
Die Engel-Motive, eine Inspiration aus seinem Italien-Aufenthalt 2013, findet man in den letzten Arbeiten von Maierhofer als schwache Abdrücke auf Aluminium. Die puristische Form der Aluminium-Brosche und die Leichtigkeit der Landschaften treffen sich in strukturierten Objekten, deren Konturen die Flügel des Engels darstellen.

## Einzelausstellungen (Auswahl)
Arbeiten von Fritz Maierhofer wurden seit 1971 außer in Österreich auch in zahlreichen Schmuckausstellungen von Galerien und Museen in Deutschland, zahlreichen Ländern Europas, den USA und Japan gezeigt.
- 2008: Fritz Maierhofer. Caroline Van Hoek, Contemporary Jewellery Gallery, Brüssel, Belgien
- 2006: Fritz Maierhofer – Schmuck hat keine Grenzen. Künstlerhaus Wien, Österreich
- 1998:	Traude Fritsch bittet zu: Fritz Maierhofer – neue Arbeiten aus England

## Auszeichnungen
- 2003: Verleihung des Titels Professor durch die Republik Österreich
- 1990:	Österreichischer Design Award
- 1987: Auszeichnung „Jablonec 87“
- 1986–87: “Research Fellowship” des Sir John Cass College of Art, London, England
- 1981:	Auszeichnung “Diamanten Heute”, München, Deutschland
- 1972: Auszeichnung des Wiener Kunstvereins
- 1972: Auszeichnung bei dem internationalen Schmuck-Wettbewerb der Schmuckmuseum, Pforzheim, Deutschland

## Werke in öffentlichen Sammlungen
MAK, Wien; Ministerium für Kunst und Unterricht, Wien; Niederösterreichische  Landesregierung; Schmuckmuseum Pforzheim; Victoria & Albert Museum, London; Goldsmith´s Hall, London; National Museum of Scotland, Edinburgh; Art Gallery of Western Australia, Perth; Pinakothek der Moderne – Danner-Stiftung, München; Royal College of Art – Study Collection, London; Landesmuseum Joanneum, Graz; Sammlung Inge Asenbaum, Wien; Museum of Fine Arts, Houston – Helen Williams Drutt Collection; Lotte Reimers Stiftung, Deidesheim, Deutschland; Racine Art Museum, Racine, USA; sowie diverse private Sammlungen.